# Phlegra lugubris
Phlegra lugubris är en spindelart som beskrevs av Berland, Millot 1941. Phlegra lugubris ingår i släktet Phlegra och familjen hoppspindlar. Inga underarter finns listade i Catalogue of Life.